# Diocèse de Santander
Le diocèse de Santander (en latin : Diœcesis Santanderiensis ; en espagnol : Diócesis de Santander) est un diocèse de l'Église catholique en Espagne, suffragant de l'archidiocèse d'Oviedo.

## Territoire

Carte des diocèses d'Espagne avec le diocèse de Santander en rouge.

Depuis 1956, le territoire du diocèse coïncide avec la frontière de la communauté autonome de Cantabrie à l'exception de la commune de Valle de Mena dans la comarque de Merindades (province de Burgos, communauté autonome de Castille-et-León). Cette délimitation est la conséquence du concordat espagnol de 1953 afin d'adapter les limites diocésaines aux provinces civiles. Il borde les diocèses de León, Palencia, Bilbao et les archidiocèses d'Oviedo et de Burgos. 
Le diocèse de Santander est suffragant de l'archidiocèse d'Oviedo avec son évêché à Santander où se trouve la cathédrale de l'Assomption de la Vierge Marie. Le territoire du diocèse couvre une superficie de 5527 km2 avec 615 paroisses regroupées en 13 archidiaconés (2024).

## Source
- (es) Cet article est partiellement ou en totalité issu de l’article de Wikipédia en espagnol intitulé « Diócesis de Santander » (voir la liste des auteurs).